# 広島県道351号造賀田万里線
広島県道351号造賀田万里線（ひろしまけんどう351ごう ぞうかたまりせん）は、広島県東広島市から竹原市に至る一般県道である。

## 概要
東広島市高屋町造賀から竹原市田万里町に至る。

### 路線データ
- 起点：東広島市高屋町造賀（国道375号交点）
- 終点：竹原市田万里町（田万里交差点、国道2号交点）

## 路線状況
広狭混在の路線だが、中には異常気象時通行規制区間に指定されている狭い山道や、幅員が1 - 1.5車線程度の狭い住宅街の中を通り抜ける所もあり、大型車の全線通行は極めて困難。
広島県道59号東広島本郷忠海線交点（白市駅西交差点）付近に、高さ制限（3.2 m）が設けられたJR西日本山陽本線のガード（宮西架道橋）がある。

### 重複区間
- 広島県道59号東広島本郷忠海線（東広島市高屋町小谷・小谷交差点 - 東広島市高屋町小谷・白市駅西交差点）

### 道路施設

#### 橋梁
- 八幡橋（入野川、東広島市）

## 地理

### 通過する自治体
- 広島県
  - 東広島市 - 竹原市

### 交差する道路
| 交差する道路                              | 市町村名 | 交差する場所         | 交差する場所        |
| ----------------------------------------- | -------- | -------------------- | ------------------- |
| 国道375号 国道486号 重複                  | 東広島市 | 高屋町造賀（ぞうか） | 起点                |
| 広島県道352号高屋河戸線                   | 東広島市 | 高屋町高屋堀         |                     |
| 広島県道348号小田白市線                   | 東広島市 | 高屋町白市           |                     |
| 広島県道59号東広島本郷忠海線 重複区間起点 | 東広島市 | 高屋町小谷（こだに） | 小谷交差点          |
| 広島県道59号東広島本郷忠海線 重複区間終点 | 東広島市 | 高屋町小谷           | 白市駅西交差点      |
| 国道2号                                   | 竹原市   | 田万里町             | 田万里交差点 / 終点 |

### 交差する鉄道
- 山陽本線
- 山陽新幹線

### 沿線
- 旧木原家住宅（重要文化財）
- 入野川（沼田川支流）
- 東広島市立高屋東小学校
- JR西日本山陽本線 白市駅
- 東広島市立小谷小学校
- 小谷郵便局
- 白市郵便局
- 田万里郵便局